# 谢莉-安·布朗
谢莉-安·布朗（英語：Shelley-Ann Brown，1980年3月15日—），加拿大女子雪车运动员。她曾代表加拿大参加2010年冬季奥林匹克运动会雪车比赛，搭档海伦·厄珀顿获得女子双人银牌。